# Erotica (album)
Pour les articles homonymes, voir Erotica (homonymie).
Albums de Madonna
The Immaculate Collection
(1990) Bedtime Stories
(1994)
Singles
1. Erotica
Sortie : 29 septembre 1992
2. Deeper and Deeper
Sortie : 6 novembre 1992
3. Bad Girl
Sortie : 11 mars 1993
4. Fever
Sortie : 28 mars 1993
5. Rain
Sortie : 6 novembre 1993
6. Bye Bye Baby
Sortie : 15 novembre 1993

Erotica est le cinquième album studio de la chanteuse américaine Madonna, sorti le 20 octobre 1992. Cet album ainsi que le premier livre de Madonna, intitulé Sex, un livre d'art contenant des photographies explicites sortie simultanément avec l'album, sont sorties sous le label Maverick Records, la propre société de production de la chanteuse. Erotica est considéré comme un album-concept à propos d'érotisme et la sexualité ; elle incorpore dans la chanson Erotica ainsi que dans Sex, un alter-ego nommée Mistress Dita, inspirée par l'actrice Dita Parlo ; elle parle de sexe et de romance à travers l'album. Cependant, d'autres chansons parlent de la perte de deux amis de Madonna, victimes du SIDA.
Madonna a enregistré l'album à New York avec Shep Pettibone et André Betts pendant qu'elle travaillait sur d'autres projets. Pettibone lui a envoyé trois chansons lorsqu'elle se trouvait à Chicago et peu de temps plus tard, ils ont commencé la production de l'album dans son appartement. Pendant l'enregistrement, des problèmes de séquençage sont survenus mais Pettibone a continué à essayer de faire progresser le développement pour que Madonna ne perde pas l'intérêt pour la musique. D'après lui, la composition de Madonna était sérieuse et intense, voulant diriger les chansons vers une créativité et un territoire profondément personnel. La production de l'album a été supervisée par Pettibone.
Erotica a reçu généralement des critiques favorables de la part des médias, qui le considèrent comme un des albums les plus aventureux de Madonna et saluant son courage de parler des tabous de la société et du SIDA. Commercialement, cet album a moins de succès que les précédents. Il a débuté au no 2 au Billboard 200 à sa sortie, devenant le premier album de la chanteuse à ne pas atteindre la première place depuis ses débuts. Il est arrivé no 1 en France et en Australie, et arrivant dans le top 5 dans d'autres pays comme le Canada, l'Allemagne, le Japon, la Nouvelle-Zélande et le Royaume-Uni. Erotica est certifié double disque de platine par la Recording Industry Association of America (RIAA) et s'est vendu a plus de six millions d'exemplaires.
Six singles ont servi à promouvoir l'album. Erotica et Deeper and Deeper se sont classés dans le top 10 du Billboard Hot 100. En 1993, Madonna embarque pour The Girlie Show World Tour, qui visite les États-Unis, l'Europe, l'Amérique du Sud, l'Asie et l'Océanie. Dominé par la controverse du livre Sex, Erotica est considéré comme l'un des albums de la chanteuse les plus sous-estimés. Cependant, l'album a été classé parmi « Les Meilleurs Albums des années 1990 » par le Slant Magazine.

## Enregistrement
En juillet 1991, elle commence à écrire les chansons de l'album avec Shep Pettibone. Après avoir remixés ses singles dans les années 1980, elle écrit avec lui avec la chanson Vogue, devenu un énorme succès en 1990. Elle collabora aussi avec lui pour le procédé Q-Sound pour sa compilation The Immatriculate Collection et elle écrit aussi la chanson « Rescue Me ». Après le succès de son travail avec lui, elle désire à nouveau travailler avec lui, car elle désire s'orienter vers la danse underground pour cet album.
Erotica, Deeper and Deeper et Rain sont les premières chansons écrites pour l'album. Deeper et Deeper a posé de sérieuses difficultés lors de l'écriture et de l'enregistrement au sujet du milieu de la chanson, avant que Madonna décide finalement d'inclure une guitare flamenco grattant gros au milieu de la chanson. Elle détesta les premiers enregistrements de l'album entre novembre et décembre 1991. Elle ne veut pas de son brillant pour l'album, mais un son brut, comme s'il avait été enregistré dans une ruelle. Donc, il reviendra à son son habituel, plus analogique. Il devait avancer les choses le plus possible pour ne pas qu'elle se désintéresse de la musique. Pendant qu'elle travaille principalement avec Shep Pettibone, elle collabore aussi avec Andre Betts, qui donne un ton plus jazz aux chansons de l'album.
Lors des vacances de Noël 1991, Shep Pettibone part en vacances avec sa famille. Durant le voyage, il entend de la musique jamaïcaine. Lors de son retour, cette musique ne lui sort plus de la tête et l'inspire. En écrivant la musique, il fait entendre la musique à Madonna qui l'adore, et elle écrit les paroles de ce qui deviendra Why is it so hard.
En juin 1992, elle entre finalement en studio pour enregistrer les chansons de l'album. Elle et Pettibone décident de transférer la plupart des performances vocales, des musiques qui étaient sur la démo vers le produit final car ils ont aimé la façon dont ils sonnaient les chansons de l'album. Pendant ce temps, elle commence à travailler sur le film Body of Evidence. En juillet, elle présente le livre à Pettibone car elle veut enregistrer une nouvelle version de la chanson Erotica, nommée Erotic, pour les besoins du livre. En voyant le livre, il lui propose d'intégrer le personnage de Dita. En août 1992, elle commence à travailler sur la chanson Goodbye to Innocence. Au lieu de chanter les paroles originales, elle chante les paroles de Fever sur cette musique. Elle décide d'en faire une reprise de cela, trouvant que cela convenait le mieux. L'album est terminé le 15 août et le 12 septembre, Shep Pettibone sort du studio avec l'album achevé dans ses mains.

## Chansons de l'album
Cet album se considère comme un départ significatif de son album Like a Prayer ou même de ses albums précédents. L'album est principalement pop et dance, mais elle fait aussi d'autres styles dont la house, jazz, rap, hip-hop, RnB, funk et New Jack Swing.
L'album commence avec Erotica, une chanson qui est une ode au sadomasochisme et la plus ouvertement sexuelle de l'album (avec Secret Garden et Where Life Begins). La chanson poursuit le chemin des chansons parlées qu'elle a exploré dans Justify My Love, notons qu'un sample de Kool and the Gang (Jungle Boogie) a été utilisé dans la chanson. Se tourne principalement dans le rap, RnB, New Jack Swing et dance-pop. S'ensuit une reprise dance/House de Fever, une chanson qu'elle a chanté à la place de Goodbye to Innocence qui devait au départ figurer sur l'album. Bye Bye Baby est une chanson hip-hop dédramatisant la rupture amoureuse, commençant par ''This is not a love song'' (Ceci n'est pas une chanson d'amour). Un filtre sera utilisé sur la partie vocale pendant l'enregistrement pour donner l'impression d'une conversation téléphonique annonçant la rupture.
Deeper and Deeper est la chanson suivante de l'album. Principalement House, il contient aussi des influences latino et disco. Cette chanson célèbre l'homosexualité, avec fierté et respect. Where Life Begins est une chanson ouvertement sexuelle qui est un voyeurisme et au sadomasochisme, allant vers le jazz et RnB. Bad Girl est une ballade RnB parlant d'une femme qui est insatisfaite de sa toxicomanie et d'être une grosse fumeuse. Waiting est une autre chanson hip-hop et jazz parlant aussi de l'amour non partagé et le rejet et comporte un mélange des parties parlées et chantées durant la chanson.
L'album se poursuit avec Thief of Hearts. Cette chanson très branchée hip-hop et rap, traite d'une femme qui trahit son amant et dont il l'éloigne. La partie du rap en parle ''Bitch! You'll do it, you'll take it You'll screw it, you'll fake it Undo it, you'll break it You're over, you can't take it''. Words est la suite de Thief of Hearts, parlant de la communication et aussi de la manipulation d'un être cher avec un autre. Cette chanson se tourne principalement vers la house avec des synthétiseurs glaciaux. Rain est la prochaine chanson, cette chanson se rapproche de son style de ballade habituel, se tournant vers la pop. La chanson parle au sujet d'un amour grandissant. Why's it so Hard est une chanson principalement dance, mais aussi avec des influences reggae et RnB et célébrant la vie et l'amour. In this Life est une ballade pop plus personnelle à Madonna, parlant au sujet de ses amis morts du sida. Un poème est récité à la fin, pour tous les gens qui ont perdu un ami. Did You do It? est un rap chanté par deux (Andre Betts en autres) hommes sur la musique de Waiting. Enfin, l'album se conclut avec Secret Garden. Ouvertement sexuelle, cette chanson parle du vagin de Madonna, l'endroit le plus secret d'elle. Cette chanson est principalement jazz avec des influences Dance et House.

## Réception
Le 20 avril 1992, on annonce dans les journaux que Madonna vient de signer un contrat de sept ans et qu'elle détient sa propre société de production, Maverick Records. Elle est désormais à la tête d'une société lui permettant de produire des disques, des films (Snake Eyes), des publications (SEX) et du merchandising. Des artistes tels que Alanis Morissette, The Prodigy et Candlebox signent avec la nouvelle maison de production.
Après une longue pause depuis son dernier album studio Like a Prayer, Madonna se détourne de la pop et la sensibilité précédente et après le pastiche des années 1930 de I'm Breathless, elle est décidée à suivre le courant musical actuel et s'oriente dans un contexte dance, house, rap et hip-hop, on peut également remarquer la présence de samples musicaux d'artistes funk (Kool and the Gang) ou jazz (Secret Garden). La tendance de Madonna oscille toujours de la pop à la dance, l'ensemble de l'album se base sur les basses et les rythmes (surtout sur le titre Erotica), Madonna a tendance à parler plutôt qu'à chanter comme pour Justify My Love, une nouvelle approche à l'époque et premier point pivot dans la carrière de la chanteuse.
Produit comme un double album, le point négatif de l'album serait sa durée, les pistes seraient trop répétitives et trop longues, selon les critiques, l'album aurait dû être simple et les chansons plus courtes d'une ou deux minutes, l'accueil de l'album a aussi été déterminé par le contexte dans lequel il est sorti surtout après les émules du livre SEX, où elle est photographiée nue et jouant à divers fantasmes. Plus tôt, une soirée avait été organisée à Manhattan pour le lancement du livre accompagné d'un single promotionnel pour la promo de l'album également. Erotica est devenu l'album du livre SEX plus qu'une œuvre à part entière et Madonna dira « il y a de très bonnes chansons sur cet album, mais les gens ne lui donnent aucune chance ». Cependant, l'album recevra de bonnes critiques, certaines allant jusqu'à désigner l'album comme étant l'un des meilleurs de Madonna, comme le magazine en ligne Slant qui l'inclut dans sa liste des meilleurs albums des années 1990.
Les chansons parlent, évidemment, de sexe mais aussi de ce qui l'entoure, que ce soit les relations (dans tous les sens du terme), l'intimité, l'amour ou ses dangers, et même du sida (la chanson In this Life est dédiée à ses deux amis décédés du sida). Dans les crédits, Madonna remercie André Betts et Shep Pettibone pour avoir fait sortir la bête qui est en elle. D'après Pettibone, les textes ont été écrits dans son appartement à Manhattan et 90 % de la production réalisée au même endroit, dans son studio. Les voix qu'elle a enregistrées pour les démos sont bien plus basses que pour ses précédentes chansons, on pourrait penser qu'il ne s'agit pas d'elle mais depuis elle a acquis une qualité vocale différente. Pettibone décrit l'album comme « assez sombre, introverti, limite R'n'B… les sons sont plus durs, plus « sales » comme dans les années 1970. »
Couplé avec SEX et son film Body sorti en 1993, beaucoup estimeront qu'Erotica n'a pas reçu l'accueil critique escompté.

## Liste des titres
| 1.    | Erotica                                                 | Madonna, Shep Pettibone, Anthony Shimkin | Madonna, Pettibone | 5:20 |
| 2.    | Fever                                                   | Eddie Cooley, John Davenport             | Madonna, Pettibone | 5:00 |
| 3.    | Bye Bye Baby                                            | Madonna, Pettibone, Shimkin              | Madonna, Pettibone | 3:56 |
| 4.    | Deeper and Deeper                                       | Madonna, Pettibone, Shimkin              | Madonna, Pettibone | 5:33 |
| 5.    | Where Life Begins                                       | Madonna, André Betts                     | Madonna, Betts     | 5:57 |
| 6.    | Bad Girl                                                | Madonna, Pettibone, Shimkin              | Madonna, Pettibone | 5:23 |
| 7.    | Waiting                                                 | Madonna, Betts                           | Madonna, Betts     | 5:46 |
| 8.    | Thief of Hearts                                         | Madonna, Pettibone, Shimkin              | Madonna, Pettibone | 4:51 |
| 9.    | Words                                                   | Madonna, Pettibone, Shimkin              | Madonna, Pettibone | 5:55 |
| 10.   | Rain                                                    | Madonna, Pettibone                       | Madonna, Pettibone | 5:24 |
| 11.   | Why's It So Hard                                        | Madonna, Pettibone, Shimkin              | Madonna, Pettibone | 5:23 |
| 12.   | In This Life                                            | Madonna, Pettibone                       | Madonna, Pettibone | 6:23 |
| 13.   | Did You Do It? (featuring Mark Goodman and Dave Murphy) | Madonna, Betts                           | Madonna, Betts     | 4:54 |
| 14.   | Secret Garden                                           | Madonna, Betts                           | Madonna, Betts     | 5:32 |
| 75:24 |                                                         |                                          |                    |      |

## Controverse
Tout comme le livre très controversé SEX et le film Body of Evidence, les paroles de certaines chansons peuvent choquer par leur caractère érotique. Sur cet album, six chansons sont à caractère sexuel : Erotica, Bye bye Baby, Where Life Begins, Thief of hearts, Did You Do It et Secret Garden. Pour éviter la censure de l'album, un avertissement parental a été mis sur la pochette de l'album.
En Afrique du Sud et en Nouvelle-Zélande comme dans certains pays d'Europe[Lesquels ?], l'album a été banni des disquaires[réf. nécessaire]. Un tirage a eu lieu dans les pays sur lequel l'album a été censuré des disquaires. Mais le tirage est limité et ne durera que quatre mois.

## Formats et éditions limitées
- Sortie mondiale :
  - L'album est réalisé en cassette digitale DCC
  - 500 coffrets en bois numérotés contenant l'album et le single sont réalisés et arborent l'effigie de la chanteuse (des coffrets similaires ont été réalisés notamment pour R.E.M. et Eric Clapton).
  - L'album devait être réalisé dans une édition en cuir mais l'idée fut abandonnée, à cause du coût de la fabrication, cependant des copies ont quand même été réalisées dans cet emballage SM en cuir et avec des rivets, des copies différentes coexistent et mettent en doute leur originalité et le manque d'impression, logo ou titre attestent par leur inexistence que ses éditions soient non officielles.
  - Le coffret SEXY (non officiel) est réalisé, contenant l'album (14 titres), un string en cuir, une paire de menottes en acier (avec deux clés) et un masque SM dans une boîte à chocolats noire en forme de cœur avec un ruban rouge, limité à 4 000 exemplaires.
- États-Unis : le CD est édité dans une boîte longue (fréquent à l'époque), cependant il existe une version avec et une sans prévention parentale, l'album en vinyle n'est pas commercialisé mais est réalisé pour la promotion dans un double-pack (PRO-A-5904)
- Russie : Le CD contient des graphismes roses et noir et les photos sont supprimées
- Australie : Une édition collector plaqué or 24 carats est réalisée pour commémorer le Girlie Show World Tour, numérotée à 100 000 exemplaires et avec un mini poster (9362-45031-2) et 2 500 copies de l'album sont réalisées dans un emballage engravé pour les magasins Virgin Megastore la veille de la sortie officielle de l'album.

## Crédits album
- Madonna : chant et chœurs
- New York Philharmonic Orchestra (In This Life)
- Glen Dicterow : Chef d'orchestre (In This Life)
- André Betts : synthétiseur, basse, piano, batterie et clavier
- Emile Charlap : Contracteur
- Donna DeLory, Nikki Harris : chœurs
- Jerome Dickens : guitare
- Anton Fig : batterie
- Mark Goodman : voix additionnelle
- Joe Moskowitz : batterie, clavier
- Dave Murphy : voix additionnelle
- Paul Pesco : guitare
- Shep Pettibone : clavier
- James Preston : piano, clavier, synthétiseur
- Jimmy Preston : piano
- Tony Shimkin : clavier, chœurs
- Danny Wilensky : saxophone
- Doug Wimbish : basse

### Production
- Producteurs : Madonna, André Betts, Shep Pettibone
- Ingénieurs : Mike Farrell, Robin Hancock, George Karras, P. Dennis Mitchell, Shep Pettibone, Tony Shimkin
- Mixage : Goh Hotoda, George Karras
- Mastering : Ted Jensen
- Sequencing : Shep Pettibone, Tony Shimkin
- Programmeurs : Joe Moskowitz, Shep Pettibone, Sander Selover
- Programmeurs Batteries : Andre Betts, Tony Shimkin
- Arrangements : Jeremy Lubbock
- Contracteur : Emile Charlap
- Directeur artistique : Siung Fat Tjia
- Design : Siung Fat Tjia
- Photographie : Steven Meisel

## Classements, volumes et certifications
Estimations  : 6 800 000
| Pays                       | Classement | Ventes    | Certification |
| -------------------------- | ---------- | --------- | ------------- |
| Afrique du Sud             | —          | 25 000    | Or            |
| Allemagne                  | 5          | 500 000   | Platine       |
| Argentine                  | —          | 90 000    | Platine       |
| Australie                  | 1          | 210 000   | 3 × Platine   |
| Autriche                   | 10         | 20 000    | Or            |
| Brésil                     | —          | 100 000   | Or            |
| Canada                     | 3          | 230 000   | 2 × Platine   |
| Espagne                    | 1          | 100 000   | Platine       |
| États-Unis (Billboard 200) | 2          | 2 200 000 | 2 × Platine   |
| Europe                     | —          | 2 500 000 | —             |
| France                     | 1          | 250 000   | —             |
| Italie                     | 2          | 250 000   | 2 × Platine   |
| Japon                      | 5          | 400 000   | Platine       |
| Mexique                    | 8          | 250 000   | 3 × Platine   |
| Norvège                    | 11         | —         | —             |
| Pays-Bas                   | 6          | 50 000    | Or            |
| Pologne                    | —          | 55 000    | 2 × Platine   |
| Portugal                   | 3          | —         | —             |
| Royaume-Uni                | 2          | 650 000   | 2 × Platine   |
| Singapour                  | —          | 40 000    | 2 × Platine   |
| Suisse                     | 5          | 25 000    | Or            |

## Ventes des singles
Total  : 5 000 000
- Erotica : 1 400 000
- Deeper And Deeper : 1 000 000
- Bad Girl : 700 000
- Fever : 500 000
- Rain : 1 000 000
- Bye Bye Baby : 400 000